# نيل كارسون
نيل كارسون (25 يناير 1973 - ) (بالإنجليزية: Neil Carson)‏ هو لاعب كريكت بريطاني. شارك في دورة ألعاب الكومنولث 1998. وشارك مع منتخب أيرلندا للكريكت.